# Alexander Wennberg
Alexander Wennberg (Estocolmo, Suecia, 22 de septiembre de 1994) es un jugador profesional sueco de hockey sobre hielo que se desempeña en la posición de centro en San Jose Sharks, equipo de la National Hockey League (NHL).

## Carrera
Fue seleccionado en la primera ronda en la NHL Entry Draft de 2013. En 2014, hizo su debut en la NHL con el equipo Columbus Blue Jackets, en el cual jugó seis temporadas (2014-2020), después pasó a Florida Panthers (2020-2021), luego a Seattle Kraken (2021-2023), posteriormente a New York Rangers (2023-2024), y finalmente a San Jose Sharks.